# At-Taghabun
At-Taghabun (Mutuo Inganno) è la sessantaquattresima Sura del Corano, una sura medinese composta da 18 versetti. Questa sura affronta temi importanti come la sovranità di Allah, la creazione dell'universo, la natura umana, la fede, l'incredulità e le conseguenze di entrambe. Il titolo "At-Taghabun" si riferisce alla giornata del Giudizio, in cui verrà svelato chi ha guadagnato o perso la vera felicità eterna.

## Contenuto

### La Glorificazione di Allah e la Creazione
Versetti 1-4: La sura inizia con la glorificazione di Allah. Tutto ciò che è nei cieli e sulla terra glorifica Allah, il Sovrano, il Santo, l'Onnipotente, il Saggio. Viene sottolineato il potere di Allah nella creazione dell'universo e nella conoscenza di tutto ciò che è palese e nascosto. Allah è Colui che ha creato l'umanità e conosce tutto ciò che si trova nei cuori degli uomini.

### La Fede e l'Incredulità
Versetti 5-7: Viene ricordata la storia dei popoli precedenti che non hanno ascoltato i messaggeri di Allah e sono stati puniti. Questi versetti servono come avvertimento per coloro che non credono nel messaggio di Allah e nel Giorno del Giudizio. L'incredulità è presentata come un comportamento che porta alla rovina e alla perdita eterna.

### La Saggezza della Creazione e del Destino
Versetti 8-11: I credenti sono esortati a credere in Allah, nel Suo Messaggero e nella luce che è stata rivelata. Viene enfatizzata la saggezza di Allah nella creazione e nel destino, affermando che qualsiasi calamità accade solo con il permesso di Allah. Questi versetti sottolineano che la fede e la fiducia in Allah conducono alla salvezza e al perdono.

### Il Giorno del Giudizio e le Ricompense
Versetti 12-18: Si parla del Giorno del Giudizio, in cui Allah radunerà tutti gli esseri umani. Coloro che hanno creduto e compiuto buone azioni saranno ricompensati con i giardini del Paradiso, mentre i miscredenti saranno condannati al tormento eterno. Viene anche ricordato ai credenti di temere Allah e di essere generosi, poiché le ricchezze e i figli sono solo una prova e una responsabilità. L'ultimo versetto conclude con l'esortazione alla pietà, alla generosità e alla consapevolezza che Allah è il più riconoscente e indulgente.

## Analisi
La Sura At-Taghabun offre importanti insegnamenti sulla sovranità e la saggezza di Allah, la necessità della fede sincera e la consapevolezza del destino e del Giorno del Giudizio. Attraverso la glorificazione di Allah e il richiamo alla storia dei popoli precedenti, la sura serve a rafforzare la fede dei credenti e a mettere in guardia contro l'incredulità.
Inoltre, la sura sottolinea l'importanza della generosità e della pietà, ricordando ai credenti che le loro ricchezze e i loro figli sono una prova e una responsabilità. L'esortazione finale alla generosità e alla consapevolezza della misericordia di Allah offre una guida pratica per vivere una vita devota e responsabile.
In sintesi, la Sura At-Taghabun è un richiamo alla fede, alla consapevolezza del Giorno del Giudizio e all'importanza della generosità e della pietà nella vita dei credenti.